# Serpina3f
Serpina3f‏ (Serine (or cysteine) peptidase inhibitor, clade A, member 3F) هوَ بروتين يُشَفر بواسطة جين Serpina3f في الإنسان.